# Lundtoft Herred

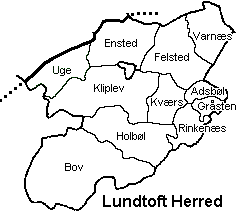
Lundtoft Herred

Lundtoft Herred was een herred in het voormalige Aabenraa Amt in Denemarken. Voor 1850 was het deel van Tønder Amt. Bij de terugkeer binnen Denemarken in 1920 werd de herred uitgebreid met delen van Vis Herred, behalve de delen die Duits bleven. De herred werd in de eerste jaren na 1920 ook aangeduid met de dubbele naam Lundtoft-Vis. In 1970 ging het gebied op in de nieuwe provincie Zuid-Jutland.

## Parochies
Oorspronkelijk omvatte Lundtoft elf parochies. Adsbøl werd later bij Graasten gevoegd.
- Bov
- Ensted
- Felsted
- Gråsten-Adsbøl
- Holbøl
- Kliplev
- Kværs
- Rinkenæs
- Uge
- Varnæs